# Zbuż
Zbuż (ukr. Збуж) – wieś na Ukrainie, w obwodzie rówieńskim, w rejonie rówieńskim, w hromadzie Kostopol. W 2001 liczyła 414 mieszkańców, spośród których 412 wskazało jako ojczysty język ukraiński, a 2 rosyjski.
W okresie międzywojennym wieś znajdowała się w granicach II RP, wchodząc w skład gminy Stydyń w powiecie kostopolskim, w województwie wołyńskim.